# Дусмухаметов, Вячеслав Зарлыканович
Вячесла́в Зарлыка́нович Дусмухаме́тов (род. 27 апреля 1978, Черниговский, Челябинская область) — российский продюсер и сценарист. Креативный продюсер телеканала ТНТ с 2018 года.

## Биография
В 2001 году окончил Челябинскую государственную медицинскую академию, в 2002 году — интернатуру на кафедре госпитальной терапии и семейной медицины. Во время учёбы играл в КВН, был автором в командах «Уездный город» (сборная Челябинска — Магнитогорска, Высшая лига КВН), «Лица уральской национальности» (Челябинск, Высшая лига КВН).
- 2004—2005 — креативный продюсер телеканала РЕН ТВ;
- 2005—2008 — креативный продюсер телеканала СТС, автор первых сезонов «Папиных дочек» и «6 кадров»[1]. Вместе со съёмочной группой «Папиных дочек» стал лауреатом премии «ТЭФИ» в номинации «Лучший ситком года»;
- 2008 — вместе с Семёном Слепаковым организовал компанию 7АРТ по производству телевизионного контента;
- 2008—2012 — автор и продюсер комедийных сериалов «Универ», «Интерны» и «Универ. Новая общага», член жюри в комедийном шоу «Comedy Баттл», продюсер комедийных шоу «Comedy Woman», «Наша Russia. 5 сезон», «Comedy Баттл. Новый сезон» и «Comedy Баттл. Без границ»;
- 2012 — креативный продюсер Comedy Club Production.
- С июля 2016 года является учредителем продакшна «Medium Quality», снимающего шоу для видео-платформы YouTube[2][3].
- С 2017 по 2018 год — генеральный продюсер телеканала ТНТ[4].
- С октября 2018 года — креативный продюсер телеканала ТНТ[5].
- С 2023 года — основатель студии «Norm Production», производящий для телеканала СТС ранее возникшие на ТНТ развлекательные проекты («Импровизаторы», «Битва каверов» и «Обратный отсчёт»)[6].

## Фильмография

### Продюсер
1. 2008—2011 — Универ (ТНТ)
2. 2009—2019 — Comedy Woman (ТНТ)
3. 2010—2016 — Интерны (ТНТ)
4. 2011—2018 — Универ. Новая общага (ТНТ)
5. 2010—2022 — Comedy Баттл (ТНТ)
6. 2013—н. в. — Stand Up (ТНТ)
7. 2013—н. в. — СашаТаня (ТНТ)
8. 2014—2018 — Не спать (ТНТ)
9. 2014—2021 — Танцы (ТНТ)
10. 2014—н. в. — Однажды в России (ТНТ)
11. 2014 — Вот такое утро (ТНТ)
12. 2015 — Озабоченные, или Любовь зла (ТНТ)
13. 2015—2023 — Где логика? (ТНТ)
14. 2016—2022 — Импровизация (ТНТ)
15. 2016 — Бородач. Понять и простить (ТНТ)
16. 2017—2021 — Студия СОЮЗ (ТНТ)
17. 2018 — Света с того света (ТНТ)
18. 2018—2019 — Песни (ТНТ)
19. 2018 — Домашний арест (ТНТ)
20. 2018 — Всё, кроме обычного (ТВ-3)
21. 2018—2019 — Прожарка (ТНТ4)
22. 2018 — Замуж за Бузову (ТНТ)
23. 2018 — Год культуры (ТНТ, совместно с Art Pictures Group)
24. 2019 — Две девицы на мели (Пятница!)
25. 2019 — 22 комика (ТНТ4)
26. 2019—2022 — Жуки (ТНТ)
27. 2019 — План Б (ТНТ)
28. 2019 — Эдуард Суровый. Слёзы Брайтона (ТНТ)
29. 2020 — Нам надо серьёзно поговорить (ТНТ)
30. 2020 — Бой с гёрлз (Пятница!)
31. 2020—н. в. — Женский стендап (ТНТ)
32. 2020 — Нам надо серьёзно поговорить (ТНТ)
33. 2020 — Гусар (ТНТ)
34. 2020—н. в. — Девушки с Макаровым (ТНТ)
35. 2020—2021 — Ты как я (ТНТ)
36. 2020—2022 — Двое на миллион (ТНТ)
37. 2020—2021 — Секрет (ТНТ)
38. 2020—2021 — Новое утро (ТНТ)
39. 2020—2022 — TALK (ТНТ)
40. 2020—2022 — Импровизация. Команды (ТНТ)
41. 2020 — Юлия Ахмедова: Нет харассменту (ТНТ)
42. 2021 — Универ. 10 лет спустя (ТНТ)
43. 2021 — Отпуск (ТНТ)
44. 2021 — н. в. — Музыкальная интуиция (ТНТ)
45. 2021 — #Яжотец (ТНТ)
46. 2021—2022 — Новые танцы (ТНТ)
47. 2021 — Игра (ТНТ)
48. 2021 — Стас (ТНТ)
49. 2021 — LAB с Антоном Беляевым (ТНТ)

#### YouTubeпроекты
1. 07.2016 — 01.2019 — Big Russian Boss Show
2. 09.2016 — 05.2019 — #Чтовижутопою (Ingeborga)
3. 12.2017 — 06.2018 — На собаках (Бродячий Сапёр)
4. 05.2018 — н. в. — Ошуительное хоу
5. 06-09.2018 — Чё по ЧМ (Бродячий Сапёр)
6. 08.2018 — 12.2019 — Паша Техник: В поисках лёгких денег
7. 12.2018 — 05.2019 — Room Service (Fast Food Music)
8. 01.2019 — н. в. — #СОЗВОН (Labelcom)
9. 04.2019 — 06.2023 — КОНТАКТЫ (ШАСТУН)
10. 04.2019 — 04.2023 — Что было дальше? (Labelcom)
11. 04-12.2019 — Кто здесь комик? (Labelcom)
12. 05-10.2019 — Звёзды ТВ отвечают на вопросы о YouTube (Ingeborga)
13. 05-06.2019 — День П. Бизнес-шоу от Сбербанка (Теперь Я Босс!)
14. 07.2019 — н. в. — SEGO ZAVTRA (Labelcom)
15. 08-11.2019 — Прямиком из-под кровати (БабъякВоронин)
16. 09.2019 — 05.2020 — Вопросы взрослому (Фьючерс)
17. 09.2019 — н. в. — Блиц-крик (Labelcom)
18. 09-10.2019 — MOBILOVE (DIRECT)
19. 11.2019 — 04.2020 — Мне смешно (БабъякВоронин)
20. 11-12.2019 — ЛЕНА КУКА (Labelcom)
21. 11.2019 — Популярные запросы в поисковике (Ingeborga)
22. 11.2019 — н. в. — ПОНТЫ (Labelcom)
23. 12.2019 — н. в. — Внутри Лапенко
24. 12.2019 — н. в. — Roast Battle LC (Labelcom)
25. 01.2020 — 06.2₽23 — Плохие песни (slow slow cow)
26. 05.2020 — 06.2023— Я себя знаю! (Азамат Мусагалиев)
27. 06.2020 — н. в. — То шо скетчи (Labelcom)
28. 08.2020 — н. в. — Попробуй усиди (Фьючерс)
29. 03.2020 — н. в. — Утоми (LABELSMART)
30. 04.2020 — Arturo Show (ARTURO)
31. 07.2020 — н. в. — История на ночь (LABELSMART)
32. 09.2020 — Токсичная кухня (easycom)
33. 09.2020 — Культурный код (LABELSMART)
34. 10.2020 — 06.2023 Кто твой подписчик? (BUBBLEGUN)
35. 10.2020 — н. в. — OUTSIDE STAND UP (OUTSIDE STAND UP)
36. 10.2020 — 06.03.2023 —Ты меня знаешь? (BUBBLEGUN)
37. 11.2020 — В ритме колбасы (LABELCOM)
38. 11.2020 — Ты меня знаешь? (BUBBLEGUN)
39. 12.2020 — Ваня Усович «ЕЩЕ ОДИН ДЕНЬ» (Ваня Усович)
40. 12.2020 — Миллионы (LABELCOM)
41. 01.2021 — Сходка (BUBBLEGUN)
42. 03.2021 — н. в. ФАКТЫ (LABELSMART)
43. 03.2021 — Евгений Чебатков «Выходи из комнаты» (OUTSIDE STAND UP)
44. 04.2021 — ПЕРЕДАЧА (Витя Кравченко)
45. 04.2021 — н.в. ЧИТКА (Lena Kuka Crew)
46. 04.2021 — н.в.6 ГРОМКИЙ ВОПРОС (ИМПРОКОМ)
47. 05.2021 — WHO IS Мы? (LABELSMART)
48. 05.2021 — Большой ребёнок (Иван Абрамов)
49. 06.2021 — Евродом (Витя Кравченко)
50. 07.2021 — н.в. Кринж Стендап (HUGA)
51. 08.2021 — н.в. Это про меня (easycom)
52. 08.2021 — н.в. НАДКАСТ (LABELSMART)
53. 08.2021 — Шторки (Азамат Мусагалиев)
54. 08.2021 — Языковой барьер (CHBTKV)
55. 08.2021 — н.в. ПАПА, ЗАКРОЙ ДВЕРЬ (LABELSMART)
56. 09.2021 — н.в. Женский форум (easycom)
57. 09.2021 — н.в. Hustle MMA (Hustle MMA)
58. 09.2021 — н.в. Я же говорила (DIRECT)
59. 10.2021 — н.в. По хатам (LABELCOM)
60. 10.2021 — н.в. ИМПРОВИЗАЦИЯ. ИСТОРИИ (ИМПРОКОМ)
61. 10.2021 — н.в Футбольные Зашквары (Площадка)
62. 11.2021 — н.в Про тебя (BUBBLEGUN)
63. 12.2021 — н.в Два с половиной микрофона (LABELCOM)
64. 12.2021 — Убийство в «Гнезде фазана» (Лапенко)
65. 01.2022 — н.в Номинации (Площадка)
66. 02.2022 — н.в Биографии (Площадка)
67. 02.2022 — н.в Край (BUBBLEGUN)
68. 04.2022 — н.в Липсинг Баттл (BUBBLEGUN)

#### The Hole проекты
1. 03.2022 — н.в Фастмуд
2. 03.2022 — н.в Утреннее шоу
3. 03.2022 — н.в Точка мп3

### Сценарист
1. 2005 — Фирменная история[7]
2. 2005 — Дорогая передача
3. 2005 — Туристы
4. 2005 — 2006 — Студенты
5. 2005 — Неголубой огонёк-2
6. 2006 — 2008 — 6 кадров
7. 2006—2008 — шоу импровизаций Слава Богу, ты пришёл!
8. 2007 — 2008 — Папины дочки
9. 2007 — Игры разума
10. 2010 — Наша Russia. Яйца судьбы